# Matija Mrazović
Matija Mrazović (ur. 24 lutego 1824 r. we wsi Visoko, zm. 13 września 1896 r. w Zagrzebiu) – chorwacki polityk i publicysta.

## Życiorys
Ukończył studia prawnicze. Od 1846 roku publikował teksty na łamach prasy chorwackiej. W 1850 roku, po kilka latach pracy w urzędach, otworzył praktykę prawniczą w Zagrzebiu. W latach 60. XIX wieku zaangażował się w działalność ruchu jugosłowiańskiego i Partii Narodowej (w latach 1867–1871 był redaktorem partyjnego pisma Pozor, był też posłem do chorwackiego sejmu). W 1880 roku dokonał rozłamu w Partii Narodowej, tworząc Niezależną Partię Narodową, domagającą się zjednoczenia ziem chorwackich i zwiększenia ich politycznej i finansowej samodzielności. Od 1879 do 1881 roku był burmistrzem Zagrzebia.